# Boldogkőváralja
Boldogkőváralja község Borsod-Abaúj-Zemplén vármegye Gönci járásában.

## Fekvése
A Zempléni-hegység nyugati részén fekszik, a Hernád völgyének peremén, a megyeszékhely  Miskolctól 52 kilométerre északkeletre.
A szomszédos települések: észak felől Arka, kelet felől Baskó, dél felől Boldogkőújfalu, délnyugat felől Abaújkér, északnyugat felől pedig Hernádcéce. A környező települések közül Boldogkőújfalutól mindössze 2, Arkától 3, Hernádcécétől 5, Abaújkértől 7, Vizsolytól pedig 8 kilométer választja el; a két legközelebbi város a 9 kilométerre fekvő Abaújszántó és a 14 kilométerre lévő Encs.

### Megközelítése
A település közúton lényegében két útvonalon közelíthető meg: vagy a Hernád völgyében futó 3713-as út felől, vagy Boldogkőújfalu érintésével; mindkét irányból a 3714-es úton. [Utóbbiból a központjában ágazik ki a 37 109-es számú mellékút, mely azonban csak a zsáktelepülésnek tekinthető Arka központjáig vezet.]
Az ország távolabbi részei felől − megközelítési iránytól függően − Encsen vagy Abaújszántón keresztül érhető el, a 39-es főútról, Abaújkérnél letérve.
A hazai vasútvonalak közül a Szerencs–Hidasnémeti-vasútvonal érinti, melynek egy megállási pontja van itt. Boldogkőváralja megállóhely a község nyugati külterületei közt található, a 3713-as út mellett.

## Története
Fényes Elek szerint „Bodó-Kő-Váralja, (Pod-Boldok), magyar-orosz mezőváros, Abauj vármegyében, Kassához délre 6 mfdnyire: 1221 r. kath., 258 g. kath., 19 zsidó lak. Rom. és gör. kath. paroch. templomok. Van itt egy csinos kastély és kert, sok gazdasági épület, sweiczi tehenészet, hires bort termo szőlőhegy, szép erdő. – Régi várát a Rákócziak épitették. F. u. gr. Péchy Józsefné. Ut. postája Tállya.”
A település a boldogkői várról kapta nevét, mely a Bodókő nevű sziklán áll. A falu története szorosan összeforrt a váréval. Boldogkőváralja első írásos említése egy 1282-ben kelt oklevélben található, ahol Castrum Boldua néven említik.
A vár a tatárjárás után épült, a Hernád-völgy legjelentősebb erődítményeként.
1300-ban Bolduaku, Buldo ku, 1301-ben Bulduakev, 1331-ben ismét Bolduaku, 1332-ben Boldolken, 1335-ben Buldwakw alakban írták a nevét.
Boldogkőváralja a Tomaj nemzetséghez tartozó Jaak fiának, Tyba ispánnak vára és faluja volt. 1272–90 között IV. László Tyba ispántól cserével jutott hozzá.
Az Árpád-ház kihalása után a Károly Róbert ellen lázongó Aba Amadéék birtoka lett, tőlük a király elkobozta és a Drugeth családnak adományozta. Ők építették az öregtorony köré a vár többi részét. Az elkövetkezendő évszázadokban a várat több nemesi család is birtokolta. A 15. században két szakaszban tovább bővítették. Mohács után gyakran cserélt gazdát, hol Ferdinánd, hol János király birtokában volt.
A 17. században a vár hadászati jelentőségét elvesztette. A század elején II. Lipót parancsára robbantani kezdték, később azonban a Péchy család neogótikus stílusban helyreállította.
Boldogkőváralja a 19. század elején mezővárosi rangban állott és vásártartási joggal is rendelkezett.
A vár jelenleg az önkormányzat kezelésében van. 2002-ben nagy rekonstrukciós munkálatok kezdődtek benne.

## Közélete

### Polgármesterei
- 1990–1994: Vavrek László (független)[5]
- 1994–1996: Vavrek László (független)[6][7]
- 1997–1998: Kázsmér László (független)[8]
- 1998–2002: Kóczián Gyula (független)[9]
- 2002–2005: Kóczián Gyula (független)[10]
- 2005–2006: Kóczián Gyula (független)[11]
- 2006–2010: Zavodni Ferenc (Fidesz-KDNP)[12]
- 2010–2014: Kóczián Gyula (független)[13]
- 2014–2019: Zavodni Ferenc (Fidesz-KDNP)[14]
- 2019–2024: Zavodni Ferenc (Fidesz-KDNP)[15]
- 2024– : Jaczenkó István (független)[1]

1997 februárjában időközi választást tartottak Vavrek László polgármester 1996. november 3-ai halála miatt.
A településen 2005. október 2-án időközi polgármester-választást kellett tartani, mert az előző faluvezetőnek – még tisztázást igénylő okból – megszűnt a polgármesteri tisztsége. A választáson ennek ellenére ő is elindult, és aránylag szoros küzdelemben ugyan, de meg is nyerte azt.

## Népesség
A település népességének változása:
| Lakosok száma | 1117 | 1123 | 1119 | 1057 | 932  | 1002 | 1007 |
|               | 2013 | 2014 | 2015 | 2021 | 2022 | 2023 | 2024 |

Egy 1828-ban készült országos felmérés a település 1387 lakosáról számol be. 1851-ben 1496-an lakták a falut, közülük 1221 római katolikus, 258 görögkatolikus, 17 izraelita vallású volt. 1939-es adatok szerint a falu lélekszáma ekkor 1180, közülük 1165 magyar, 9 német, 4 szlovák, 2 horvát anyanyelvű, a következő felekezeti megoszlásban: 925 római katolikus, 164 görögkatolikus, 50 református, 13 evangélikus és 28 izraelita.
2001-ben a település lakosságának 84%-a magyar, 16%-a cigány nemzetiségűnek vallotta magát.
A 2011-es népszámlálás adatai szerint a lakosok 86,1%-a magyar, 14,3%-a cigány, 2,3%-a ruszin (13,9% nem nyilatkozott; a kettős identitások miatt a végösszeg nagyobb 100%-nál). A vallási megoszlás a következő volt: római katolikus 49,8%, református 3,9%, görögkatolikus 8,3%, felekezeten kívüli 5,6%; 32% nem válaszolt.
2022-ben a lakosság 82%-a vallotta magát magyarnak, 11,5% cigánynak, 0,2% szlováknak, 0,2% románnak, 0,% ukránnak, 0,1% németnek, 1,5% egyéb, nem hazai nemzetiségűnek (17,9% nem nyilatkozott; a kettős identitások miatt a végösszeg nagyobb lehet 100%-nál). Vallásuk szerint 46,4% volt római katolikus, 5,8% református, 7,5% görög katolikus, 1% egyéb keresztény, 5,6% felekezeten kívüli (33,8% nem válaszolt).

## Látnivalók
- Boldogkői vár

A várat a tatárjárás után emelte Árpád-házi IV. Béla király ösztönzésére a környező vidéken élő Tomaj nemzetségből származó Jaak fia Tyba ispán, vagy családjának egyik tagja.
- Péchy–Zichy-kastély

A kastély építtetője Péchy Gábor (1705–86) királyi tanácsos és szeptemvir (septemvir, hétszemélynök) volt. Péchy 1753-ban vásárolta meg a jezsuitáktól a várat és vele együtt a falut. Borsod-Abaúj-Zemplén vármegyének az edelényi és a füzérradványi után ezt a harmadik legnagyobb kastélyát 1768-ban építették fel. Az U alaprajzú, 2500 négyzetméter alapterületű kastélyhoz szintén U alaprajzú melléképületek csatlakoznak, nagyméretű díszudvart közrezárva. A melléképületek két sarkán egy-egy zsindelyfedésű, négyzetes alaprajzú, manzárdtetős saroktorony áll.

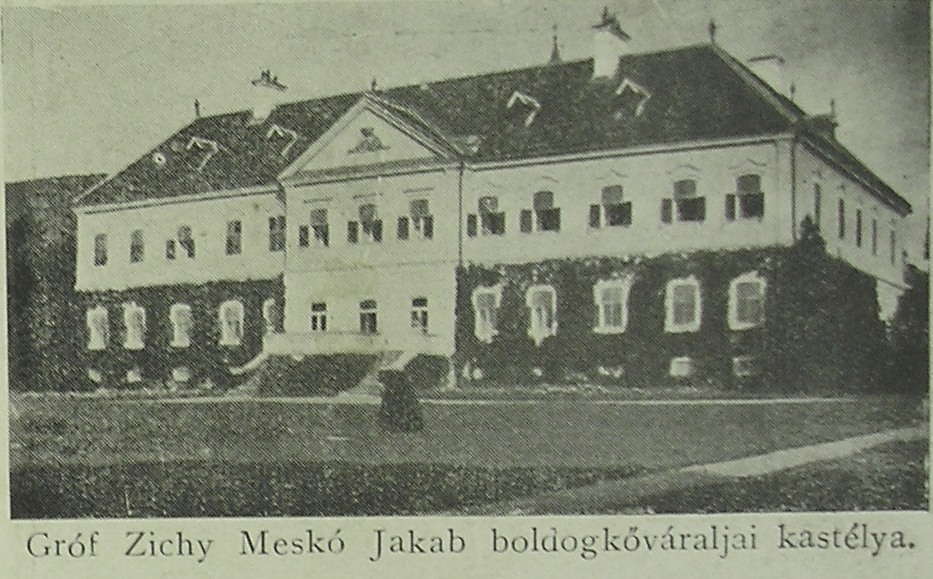
A kastély

A bábos kőkorláttal (balusztráddal) szegélyezett bejárati teraszra széles lépcső vezet. Az egyemeletes épület ablakait szemöldökpárkány díszíti.
A kastély utolsó Péchy-tulajdonosának egyetlen leánya, Péchy Jacqueline (1846–1915) 1864-ben feleségül ment Zichy Rudolfhoz (Rezső).
Ma a kastélyban egészségügyi gyermekotthon működik, nem látogatható.
A kastélynak több hektáros, védett parkja van, mely a francia és angol kertépítészet jegyeit hordozza magán. A park különleges mikroklímájának kialakításában nagy szerepet játszik a Tekeres-patak által táplált tó. A magas fallal körülkerített parkban idős tiszafák, fenyőfák, hársak és juharok mellett ritka madárfajok, gőték és folyami rákok is élnek.
Szintén műemléki védelmet élvez az egykori Péchy-kúria, mely a kastély megépülte előtt biztosított szállást a Péchy családnak. Jelenleg romos állapotban van, felújítása megkezdődött.
- Tájház

A tájház a településen belül, a várhegy lábánál helyezkedik el egy parasztházban, mely a régi tájépítészet jegyeit viseli magán. Kiállításai – egy helytörténeti gyűjtemény és egy kovácsműhely – bemutatják a térség hajdani életét, történetét, használati eszközeit. A Zempléni-hegység természeti értékei is bemutatásra kerülnek. A kiállításokat szakvezető mutatja be.

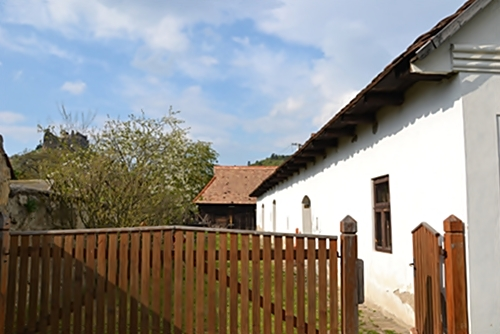
A tájház

Belépőjegy: A Várban kapott jegy ingyenes belépést biztosít a Tájházba.
Cím: 3885 Boldogkőváralja, Arany János u. 1.

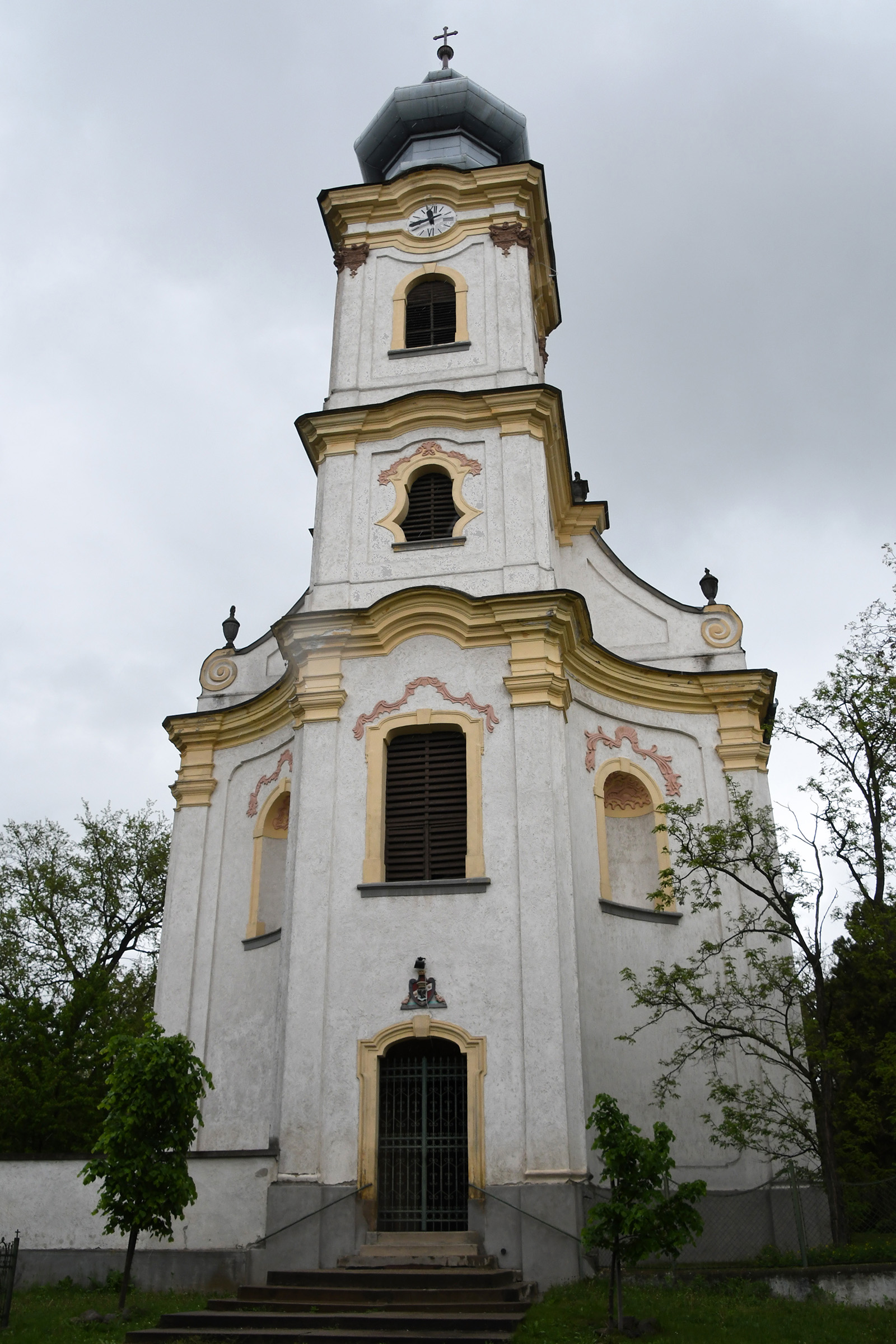
A római katolikus templom

- Szent Kereszt felmagasztalása római katolikus templom

Építtetője szintén Péchy Gábor volt. A barokk stílusú, hagymasisakos templom 1768–73 között épült, a bejárat felett a Péchy-címer látható. A templomot 1882-ben tűzvész pusztította el, helyreállítására 1898-ban került sor. Berendezése szintén 18. századi, rokokó, barokk és copf stílusú. A szentélyben található barokk főoltár Golgotajelentet ábrázol, a barokk mellékoltár Szent Anna-képpel díszített, a szószék rokokó, a keresztelőkút pedig copf stílű.
- Sírbolt, avagy kripta

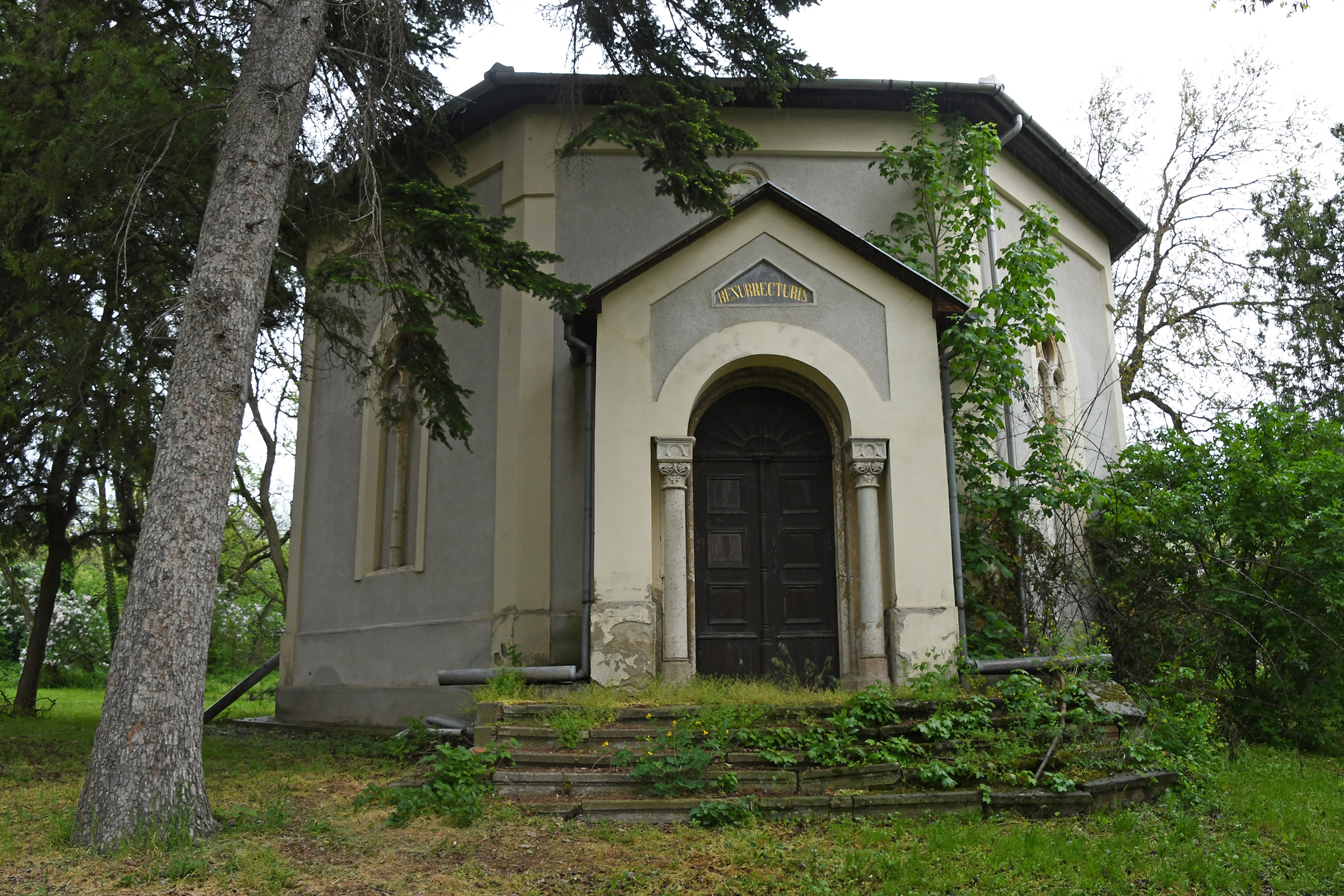
A Péchy-család kriptája

1861-ben Péchy Manó építtette a római katolikus templom tőszomszédságában. A sírboltot többször kifosztották, majd egy külföldön élő leszármazott kívülről helyreállíttatta, az ablakokat befalaztatta és a szétszórt csontokat eltemettette.
Az építtető Péchy Manón kívül a sírboltban nyugszik többek mellett felesége, Meskó Zenaida (–1861), testvére, Péchy Konstantin Szilárd (1818–66), császári és királyi főhadnagy a 3. század dzsidás (ulánus) ezredben, sógornője, Péchy Konstantin Szilárdné Forgách Irma (1822–72), Konstantin és Forgách Irma gyermekei, Konstantin (1848–98), tibolddaróci földbirtokos, Borsod vármegyei virilista, a főrendiház tagja – feleségével, Fáy Karolával (1854–1921) – és László (1850–72), valamint Konstantin fia, Kálmán (1880–1909).
A sírbolt előtt áll a 2003 szeptemberében, 79 éves korában meggyilkolt római katolikus plébános, Nyitrai István fából faragott emlékoszlopa.
- Istenszülő születése görögkatolikus templom

A templom 1762-ben épült, benne találhatók a leégett fatemplomból kimentett ikonok a 18–19. század fordulójáról.
- Szent Donát kápolna

A vár lábainál 1861-ben felépített kápolnát a jégverés ellen emelték Szent Donát tiszteletére.
Péchy Manó építette a feleségéről Zenaidának elnevezett iskolát; lánya, Zichyné építtette 1892-ben a kisdedóvót és leányiskolát, amit az irgalmas nővérek vezetésére bízott.
- A településen áthalad az Országos Kéktúra.

## Nevezetes lakói
- A várban egykor élt személyek közül említésre méltó Balassi Bálint, aki itt írta Borivóknak való című versét. Balassi ezen a tájon az 1580-as években tartózkodott, amit egy 1584-ben Szikszón és 1585-ben Abaújszántón kelt levele is bizonyít.
- A várban is prédikált az akkor még katolikus Dévai Bíró Mátyás, a „magyar Luther”.
- A vallási élet képviselői közé tartozott a vár egykori birtokosa, Fráter György bíboros.
- A falu nevezetes lakója volt Péchy Manó, erdélyi kormánybiztos, továbbá a Péchy család korábbi tagjai, akik részt vettek az országos ügyek intézésében, illetve a környék településeinek életében.
- Itt született Horovitz Fülöp (1815–86) magyar könyvkereskedő.

- 1971-től a községben élt Boldogkői Zsolt (született Tóth Zsolt, Tóth Zoltán (zenész, 1966) Republic alapító bátyja) neves magyar molekuláris biológus, aki boldog gyerekkorára hivatkozva vette fel a Boldogkői nevet az 1990-es években.

## Testvértelepülés
- Komaróc, Szlovákia